# Danh sách bảo tàng ở tỉnh Gyeonggi
Đây là một số bảo tàng ở tỉnh Gyeonggi.

## Bảo tàng
| Bảo tàng                                          | Địa điểm                           | Điện thoại.(Mã quốc gia +82) | Liên kết                                                                                |
| ------------------------------------------------- | ---------------------------------- | ---------------------------- | --------------------------------------------------------------------------------------- |
| The Amore Museum                                  |                                    | 031-285-7215                 | http://www.museum.amorepacific.com Lưu trữ ngày 11 tháng 1 năm 2014 tại Wayback Machine |
| Batangol Art Center                               |                                    | 031-774-0745                 | http://www.batangol.com Lưu trữ ngày 27 tháng 5 năm 2019 tại Wayback Machine            |
| Changjo Natural History Museum                    | Sincheon-dong, Siheung             | 031-435-1009                 | http://www.cjmuseum.net                                                                 |
| Bảo tàng Chunghyeon                               | Soha 2-dong, Gwangmyeong           | 02-898-0505                  | http://www.chunghyeon.org                                                               |
| Dockpojin Educational Museum                      |                                    | 031-989-8580                 | e-mail:dpjkim@hanmail.net                                                               |
| Bảo tàng Durumea                                  |                                    | 031-958-6101 ~2              | http://www.durumea.org                                                                  |
| Freedon Protection Peace Museum                   |                                    | 031-860-2058                 | http://www.ddc21.net                                                                    |
| Bảo tàng nghệ thuật Gail                          |                                    | 031-584-4700                 | http://www.gailart.org                                                                  |
| Gimpo tea Etiquette Museum                        |                                    | 031-998-1000                 | http://www.yemyung.org Lưu trữ ngày 14 tháng 2 năm 2012 tại Wayback Machine             |
| Gyeonggi Provincial Museum                        |                                    | 031-288-5300                 | http://www.musenet.or.kr Lưu trữ ngày 17 tháng 1 năm 2014 tại Wayback Machine           |
| Haegang Ceramics Museum                           |                                    | 031-634-2266                 | http://www.haegang.org                                                                  |
| Bảo tàng lịch sử Hanam                            |                                    | 031-790-6876                 | http://www.hanammuseum.com                                                              |
| Bảo tàng nghệ thuật Hankuk                        |                                    | 031-283-6418                 | http://www.hartm.com Lưu trữ ngày 29 tháng 5 năm 2011 tại Wayback Machine               |
| Hanul Ancient Documents Museum                    |                                    | 031-881-6319                 | http://www.han-ul.or.kr Lưu trữ ngày 29 tháng 3 năm 2009 tại Wayback Machine            |
| Hanul Industrial Design Museum                    |                                    | 031-881-6319                 | http://www.han-ul.or.kr Lưu trữ ngày 29 tháng 3 năm 2009 tại Wayback Machine            |
| Hanul Medicine Museum                             |                                    | 031-881-6319                 | http://www.han-ul.or.kr Lưu trữ ngày 29 tháng 3 năm 2009 tại Wayback Machine            |
| Hanul Old Books Museum                            |                                    | 031-881-6319                 | http://www.han-ul.or.kr Lưu trữ ngày 29 tháng 3 năm 2009 tại Wayback Machine            |
| Hanul CameraMuseum                                |                                    | 031-881-6319                 | http://www.han-ul.or.kr Lưu trữ ngày 29 tháng 3 năm 2009 tại Wayback Machine            |
| Bảo tàng nghệ thuật Ho-Am                         | Yongin, Gyeonggi-do                | 031-320-1811                 | http://www.hoammuseum.org                                                               |
| Hyundai Ceramic Museum                            |                                    | 031-884-0940,0950            | http://www.doja.or.kr Lưu trữ ngày 4 tháng 3 năm 2016 tại Wayback Machine               |
| Bảo tàng thành phố Icheon                         |                                    | 031-644-8741                 |                                                                                         |
| Ie-young Contemporary Art Museum                  |                                    | 031-213-8223                 | http://www.ie-young.org Lưu trữ ngày 1 tháng 10 năm 2016 tại Wayback Machine            |
| Bảo tàng nghệ thuật Jebiwool                      | Galhyeon-dong, Gwacheon            | 02-3679-0011                 | http://www.jebiwool.org                                                                 |
| Joseon Royal Kiln Museum                          |                                    | 031-797-0623,0614            | http://wocef.com Lưu trữ ngày 22 tháng 12 năm 2014 tại Wayback Machine                  |
| Bảo tàng Jukpo                                    |                                    | 031-881-5905                 | http://www.JNP-ART.com Lưu trữ ngày 28 tháng 7 năm 2013 tại Wayback Machine             |
| Bảo tàng máy ảnh Hàn Quốc                         | Gwacheon                           | 02-874-8743                  | http://www.kcpm.or.kr                                                                   |
| Korea Church History Museum                       |                                    | 031-632-1391                 | http://www.kchmuseum.org                                                                |
| Korean Deung-Jan Museum                           |                                    | 031-334-0797                 | http://www.deungjan.or.kr Lưu trữ ngày 10 tháng 4 năm 2014 tại Wayback Machine          |
| Korean Folk Village Museum                        | Yongin                             | 031-288-2933                 | http://www.koreanfolk.co.kr                                                             |
| Land Museum of Korea                              |                                    | 031-738-7767                 | http://www.landmuseum.co.kr                                                             |
| Latin America Cultural Center                     |                                    | 031-962-9291                 | http://www.latina.or.kr                                                                 |
| Bảo tàng ánh sáng                                 |                                    | 031-820-8001                 | http://www.lighting-museum.com                                                          |
| Bảo tàng Mok-A                                    |                                    | 031-885-9952                 | http://www.moka.or.kr                                                                   |
| Bảo tàng nghệ thuật Mok-am                        |                                    | 031-969-7686                 | e-mail:kmy0719@kornet.net                                                               |
| Bảo tàng nghệ thuật Moran                         |                                    | 031-594-8001~2               | http://www.moranmuseum.org                                                              |
| The Museum of Face                                |                                    | 031-765-3522                 | http://www.visagej.org                                                                  |
| Bảo tàng Maga                                     |                                    | 031-334-0365                 | http://www.magamuseum.co.kr Lưu trữ ngày 8 tháng 5 năm 2014 tại Wayback Machine         |
| Bảo tàng nghệ thuật đương đại quốc gia (Hàn Quốc) | Makgye-dong, Gwacheon, Gyeonggi-do | 02-2188-6000                 | http://www.moca.go.kr Lưu trữ ngày 13 tháng 2 năm 2015 tại Wayback Machine              |
| Oedo Botania                                      |                                    | 031-717-2200                 | http://www.oedobotania.com                                                              |
| Samsung Transportation Museum                     |                                    | 031-320-9900                 | http://stm.or.kr Lưu trữ ngày 16 tháng 5 năm 2014 tại Wayback Machine                   |
| Sejoong Traditional Stone Museum                  |                                    | 031-321-7001~4               | http://www.stsmuseum.com Lưu trữ ngày 7 tháng 3 năm 2018 tại Wayback Machine            |
| Seoul Design Museum                               | Gumi-dong, Bundang, Seongnam       | 02-740-1255                  | http://www.farrang.com/                                                                 |
| Shinsegae Coomercial Museum                       |                                    | 031-339-1234(240)            | http://about.shinsegae.com                                                              |
| Bảo tàng Sojeon                                   |                                    | 031-313-1211                 | http://www.sojeon.or.kr Lưu trữ ngày 13 tháng 6 năm 2006 tại Wayback Machine            |
| Bảo tàng Woljeon                                  | Gwango-dong, Icheon                | 02-732-3777                  | http://www.iwoljeon.org/                                                                |
| The Woman's Living Museum of Korea                |                                    | 031-882-8100                 | http://www.womanlife.or.kr Lưu trữ ngày 19 tháng 9 năm 2017 tại Wayback Machine         |
| Woo Seok Hoon Natural History Museum              |                                    | 031-572-9555                 | http://www.geomuseum.org                                                                |
| Bảo tàng Youngeun                                 |                                    | 031-761-0137                 | http://www.youngeunmuseum.org                                                           |
| Young Jip Bows and Arrows Museum                  |                                    | 031-944-6800                 | http://www.arrow.or.kr                                                                  |